# Kézdiszentkereszt község
Kézdiszentkereszt község (románul: Comuna Poian) község Kovászna megyében, Romániában. Központja Kézdiszentkereszt, hozzá tartozik Bélafalva.

## Népessége
A 2011-es népszámlálás adatai alapján a község népessége 1768 fő volt.

## Története
2005-ben Esztelnek, Csángótelep és Kurtapatak falvak átkerültek az újonnan alakult Esztelnek községhez.